# نهضت‌های آزادی‌بخش (مجموعه تلویزیونی)
نهضت‌های آزادی‌بخش یک مجموعه تلویزیونی محصول سال ۱۳۶۵ به کارگردانی اسماعیل شنگله امیر آقامیری مسعود پورصبری، نویسندگی پورقدیری، کوشان، للری و تهیه‌کنندگی اسماعیل شنگله شهناز مهدوی می‌باشد که از شبکه پخش شد.

## بازیگران
- خسرو فرخزادی
- جلیل فرجاد
- آزیتا لاچینی
- بهروز بقایی
- تانیا جوهری
- حسین سحرخیز
- داود آریا
- رضا بابک
- علی رامز
- غلامرضا طباطبایی
- فرشید ابراهیمیان
- فرهاد مهدوی
- کاظم بلوچی
- محمد پورحسن
- مظفر مقدم
- هرمز سیرتی